# La Grève (roman d'Ayn Rand)
Cet article concerne le roman d'Ayn Rand. Pour le roman d'Isabel Álvarez de Toledo, voir La Grève.
Pour les articles homonymes, voir La Grève.
Atlas Shrugged
La Grève (titre original en anglais : Atlas Shrugged, littéralement : « Atlas haussa les épaules ») est un roman écrit par Ayn Rand et publié en 1957 aux États-Unis. Il s'agit de son plus important roman. Selon une étude de la bibliothèque du Congrès américain et du Book of the month club menée dans les années 1990, ce livre est aux États-Unis le livre le plus influent sur les sondés, après la Bible. L'auteur y développe sa pensée critique de la démocratie sociale interventionniste en envisageant ce que deviendrait le monde si ceux qui le font avancer, les « hommes de l'esprit », décidaient de se retirer : en l'absence de ceux qui soutiennent le monde (tel le légendaire titan grec Atlas), la société s'écroule. 
Pendant longtemps, il n'a existé qu'une seule traduction en français, incomplète ; réalisée par un éditeur suisse en 1958, on n'en trouvait que quelques exemplaires dans de rares bibliothèques. En novembre 2009, une traduction pirate a été diffusée sur Internet. En 2011, une traduction française officielle, par Sophie Bastide-Foltz, sort aux Éditions Les Belles Lettres/Fondation Andrew Lessman, sous le titre La Grève.

## Résumé

### Cadre
L’histoire se déroule aux États-Unis à une époque indéterminée, technologiquement située dans les années 1950. 
Le gouvernement a considérablement augmenté son contrôle sur les affaires à travers une législation très contraignante. Les États-Unis semblent également approcher une période de récession économique, avec une augmentation des pénuries, de nombreuses faillites de sociétés et une importante perte de productivité.
L'écrivain Edward Younkins a dit : « L'histoire peut être décrite comme étant à la fois anachronique et intemporelle ».
Le schéma de l’organisation industrielle ressemble à celui de la fin du XIXe siècle, tandis que l’état d’esprit ressemble plus à celui de la Grande Dépression des années 1930. Les relations sociales ainsi que le niveau technologique rappellent ceux des années 1950 (esthétique dieselpunk). De nombreuses technologies du début du vingtième siècle sont présentes, l'industrie sidérurgique et le rail étant particulièrement représentés. Les avions à réaction en sont à leur début et la télévision moins influente que la radio.
Alors que d'autres pays sont cités, comme l'Union soviétique, la Seconde Guerre mondiale et la guerre froide n'existent pas ou n'ont pas eu lieu. Les pays du reste du monde sont organisés selon des règles plus ou moins marxistes, avec notamment des références aux People's States (démocratie populaire) en Europe et en Amérique du Sud.
Le système économique présenté dans le livre est mis en parallèle avec le capitalisme du XIXe siècle en Amérique, considéré comme un âge d'or perdu.
Le krach de 1929, la Grande Dépression (1929), Les Raisins de la colère (1939) et le New Deal (1933-1938, dont le Social Security Act (1935)) restent des références obligées, mais non signalées. Dwight D. Eisenhower est président de 1953 à 1961. Parmi les innovations, la création du Département de la Santé, de l'Éducation et des Services sociaux des États-Unis peut passer, pour certains, comme un développement (très partiel) de l'État-providence.

### Histoire
Quand le roman démarre, Dagny Taggart, vice-présidente opérationnelle de la Taggart Transcontinental, une compagnie ferroviaire créée par son grand-père, s'efforce de maintenir la société en vie face au collectivisme, à l'étatisme ambiants en plein milieu d'une dépression économique persistante. Alors que la situation économique empire et que les agences gouvernementales renforcent leur contrôle sur les entreprises qui réussissent, les citoyens s'entendent répéter la phrase mystérieuse « Qui est John Galt ? » en retour à leurs questions sans réponse.
De façon sarcastique, elle signifie : « Ne posez pas de questions importantes quand vous n'avez pas de réponse », ou plus généralement « quel est le problème ? » ou « pourquoi vous m'ennuyez ? ».
Son frère, James Taggart, président de la compagnie, semble vaguement conscient des problèmes de la société, mais prend des décisions totalement irrationnelles, comme de préférer acheter de l'acier à la société Associated Steel d'Orren Boyle plutôt qu'à la Rearden Steel d'Hank Rearden, et ce en dépit du fait que la première est en retard dans la livraison de rails essentiels pour la société, et alors même que la seconde est dans les délais.
Sur ce point comme sur d'autres, Dagny continue sa propre politique sans tenir compte des autres. Elle est néanmoins fortement déçue quand elle découvre que le milliardaire argentin Francisco d'Anconia, son meilleur ami d'enfance et premier amour, se prépare à détruire la compagnie familiale internationale de mines de cuivre sans raison en investissant dans les mines de cuivre de San Sebastián, en dépit du fait que le Mexique, sous régime communiste, prévoit de nationaliser les mines. Elle se rend compte rapidement que d'Anconia est en fait en train de prendre l'avantage sur les autres investisseurs en ouvrant des mines sans valeur. 
En dépit des risques, James Taggart et ses associés d'Associated Steel investissent d'importants capitaux dans la construction d'une ligne de chemin de fer dans la région, tout en ignorant la ligne Rio Norte dans le Colorado nettement plus cruciale pour la compagnie et menacée par la compagnie rivale Phoenix-Durango Railroad. Cette dernière a commencé à transporter des fournitures pour Ellis Wyatt, qui fait revivre la région après avoir découvert d'importantes réserves de pétrole. Dagny réduit les pertes de la San Sebastian Line en y mettant des trains obsolètes, ce que James Taggart est forcé de reconnaître après la nationalisation de la ligne comme Dagny l'avait prédit. 
En même temps, en réponse au succès de la Phoenix-Durango, la National Alliance of Railroads, un groupement de sociétés ferroviaires des États-Unis, fait passer la loi « anti-chien-mange-chien », interdisant la concurrence dans les régions économiquement prospères tout en obligeant les autres compagnies ferroviaires à prolonger les services ferroviaires aux régions économiquement sinistrées, avec une priorité aux sociétés les mieux implantées. La nouvelle législation ruine la Phoenix-Durango, au grand désespoir de Dagny. Wyatt arrive à ce moment dans le bureau de Dagny et lui présente un ultimatum à neuf mois : si elle ne fournit pas les services ferroviaires nécessaires pour ses puits dans les temps, la législation sera mise en place et le service ferroviaire temporairement suspendu, il n'utilisera plus ses services, ce qui entraînera automatiquement l'échec financier de la Taggart Transcontinental.
À Philadelphie, Hank Rearden, un magnat de l'acier, a développé un alliage appelé Rearden Metal, à la fois plus léger et plus solide que l'acier traditionnel. Rearden garde secrète la composition de son acier, ce qui excite la jalousie de ses concurrents. Dagny choisit d'utiliser le Rearden Metal sur la ligne Rio Norte, devenant ainsi le premier client important à acheter le produit. En retour, des pressions sont exercées sur Dagny pour qu'elle utilise l'acier traditionnel, mais elle refuse. La carrière de Hank est gênée par ses sentiments d'obligation envers sa femme, sa mère et son jeune frère.
Après le refus de Hank de vendre son métal au State Science Institute, un centre de recherche gouvernemental  géré par le Dr Robert Stadler, l'Institut publie un rapport condamnant le métal sans réellement identifier les problèmes qu'il pose. Le résultat en est que de nombreuses et très importantes organisations boycottent la ligne. Bien que Stadler approuve la plainte de Dagny sur le caractère non scientifique du rapport, il refuse de le modifier.
Dans le même temps, Dagny fait connaissance de Wesley Mouch, un lobbyiste de Washington qui travaillait initialement pour Rearden, avant de le trahir. Elle remarque un peu plus tard que les meilleurs hommes d'affaires du pays disparaissent soudainement, laissant leur entreprise tomber en faillite. Le dernier d'entre eux est Ellis Wyatt, unique fondateur et directeur de la Wyatt Oil, qui laisse son meilleur puits de pétrole brûler comme une torche (plus tard appelée la torche de Wyatt). Tous ces hommes restent absents malgré les nombreuses recherches lancées par les politiciens.
Après avoir démontré la fiabilité du Rearden Metal sur une ligne de chemin de fer dénommée John Galt, Hank et Dagny deviennent amants. Ils découvrent un peu plus tard dans les ruines d'une usine abandonnée un moteur inachevé qui transforme l'électricité statique de l'atmosphère en énergie cinétique. Ils entreprennent de chercher l'inventeur. 
Finalement, cette recherche leur permet de découvrir les raisons de la disparition des chefs d'entreprise. Dagny poursuit un scientifique jusqu'à Galt's Gulch, où John Galt dirige une « grève » des chefs d'entreprise contre le gouvernement. Refusant d'abandonner le chemin de fer, Dagny quitte Galt's Gulch, mais John Galt suit Dagny à New York, où il détourne l'émetteur d'une importante radio nationale afin de donner un long discours (70 pages dans la première édition) dans lequel il explique le thème du roman et décrit l'Objectivisme de Rand. Alors que le gouvernement s'effondre, les autorités capturent Galt, mais il est sauvé par ses partisans. Dans le même temps, la ville de New York subit une panne d'électricité. 
Le roman se termine avec l'annonce de Galt de réorganiser le monde.

## Présentation
D'après Ayn Rand elle-même, Atlas Shrugged a pour thème « le rôle de l'esprit humain dans la société ». Il décrit ce qui se passe lorsque la violence de l'État empêche l'esprit de fonctionner, soit directement, soit en poussant les « hommes d'esprit », les créateurs de richesse, à refuser de servir une société qui trouve normal de les traiter comme des esclaves. L'intrigue met donc en scène des « hommes d'esprit » (scientifiques indépendants, entrepreneurs honnêtes, artistes individualistes, travailleurs consciencieux) dont la disparition mystérieuse provoque crises et catastrophes. Celui qui les entraîne dans cette « grève », dans ce retrait, est John Galt, héros randien type, à la fois entrepreneur, philosophe et grand savant inventeur.

### Contexte et écriture du roman
Ayn Rand eut l'idée du livre après une conversation téléphonique qu'elle eut en 1943 avec un ami lui demandant d'écrire une fiction sur sa philosophie. Ayn Rand répondit : « Et si je mettais ça sous la forme d'une grève ? Et si tous les esprits créateurs du monde se mettaient en grève ? ». La philosophe planifia alors de créer un travail de fiction explorant le rôle de l'esprit dans la vie humaine et de la moralité de l'égoïsme rationnel en cherchant les conséquences d'une grève des « gens de l'esprit », d'un refus de faire profiter le gouvernement ou le reste du monde de leurs inventions, de leur art, de leur esprit d'entreprise, de leurs recherches scientifiques. Elle écrivit ce livre en pensant l'intituler The Strike ("La Grève" en anglais), mais elle se rendit compte que le mystère du roman aurait été révélé prématurément à travers ce titre. Sur suggestion de son mari, elle choisit de le nommer Atlas Shrugged (Atlas haussa les épaules en anglais) qui n'était alors que le titre de l'un des chapitres du livre. Ayn Rand conduisit des recherches sur l'industrie américaine, et plus particulièrement l'industrie ferroviaire qui occupe un rôle prédominant dans le roman.
Ayn Rand déclara être influencée par d'autres écrivains tels que Victor Hugo, Fiodor Dostoïevski, Edmond Rostand et O. Henry. Justin Raimondo, écrivain libertarien engagé, observa des similarités entre La Grève et le roman The Driver de Garet Garrett qui traite d'un propriétaire d'entreprise ferroviaire transcontinentale idéaliste nommé Henry Galt tentant de combattre le gouvernement et le socialisme. Ayn Rand fut accusée de plagiat à plusieurs reprises vis-à-vis de The Driver. L'écrivain Bruce Ramsey (en) commenta que « The Driver et La Grève rendaient tous deux compte de l'industrie ferroviaire en période de crise et promouvaient des solutions pro-capitalistes afin de résoudre les problèmes économiques. Mais l'intrigue, les personnages, le style et les thématiques abordées sont très différents ».
La Grève fut tout d'abord imprimé à 100 000 exemplaires. L'œuvre fut un moment décisif dans sa vie. Elle achevait alors sa carrière d'écrivain et prenait une posture de philosophe de notoriété publique.

## Thématiques abordées

### Contexte contemporain
Outre les personnages de Hank Rearden et John Galt, les deux premières revendications de John Galt, en présence du président Thomson (de fiction), sont la levée de la plupart des réglementations contraignantes et de l'impôt sur le revenu pour les entreprises. Le libertarianisme revendiqué (de l'auteur) oppose une forme de laissez-faire (positif pour Rank, John, Dagny Taggart et quelques autres, négatif pour James Taggart et son capitalisme de connivence) à une forme mixte d'économie socialiste de marché et d'économie des régimes fascistes. Les simplifications nécessaires[Lesquelles ?] deviennent parfois caricaturales (cadre historique américain et international, syndicat pourri des salariés, personnel politique dirigeant détestable, intellectuels chiens de garde, héros prométhéen, héroïne super-efficace, Jim Taggart épouvantable, aveuglement de la famille de Hank...), au moins pour les lecteurs européens des années 2010-2020, au vu des avancées technologiques en contrôle social,,,,.

## Personnages

### Dagny Taggart
Dagny Taggart est la sœur de Jim Taggart, le président de la Taggart Transcontinental. Si elle n'occupe que le poste de Vice-Président in Charge of Operations de la Taggart Transcontinental, c'est elle qui dirige la compagnie dans les faits, puisqu'elle est en réalité la seule qui sache prendre les bonnes décisions. Son parcours est celui du lecteur explorant la philosophie de John Galt. Au cours du roman, elle entretient des relations amoureuses avec trois hommes de compétence : Francisco d'Anconia, Hank Rearden et John Galt.

### John Galt
Scientifique employé dans une usine de fabrication de moteurs, il invente un nouveau type de moteur. Refusant le plan visant à faire primer le besoin sur la compétence dans la rémunération individuelle, il démissionne et laisse son moteur à l'abandon, avant que l'usine et l'entreprise périclitent. Par la suite, il arrête aussi le moteur du monde en incitant les hommes de l'esprit à se retirer pour ne plus se laisser exploiter. Il se fait embaucher sous son nom comme ouvrier cheminot salarié de la Taggart, ce qui lui permet d'approcher Dagny Taggart et surtout Eddie Willers.

### Hank Rearden
Hank Rearden, président de Rearden Steel, est l'inventeur du Rearden Metal, un métal plus performant et moins cher à produire que l'acier, donc amené à révolutionner la sidérurgie pour le monde entier. Marié à Lilian Rearden, il devient finalement l'amant de Dagny Taggart, avec qui il expérimente les usages industriels du nouveau métal. Le personnage fait avancer progressivement le lecteur dans l'intrigue, tous deux découvrant au fur et à mesure la vérité sur la disparition mystérieuse des hommes d'esprit. Il est aussi le porte-parole de la doctrine randienne de la sexualité et de l'amour.

### Francisco d'Anconia
Héritier d'une des compagnies de cuivre les plus importantes de la planète, Francisco Domingo Carlos Andres Sebastián d'Anconia est aussi un ami d'enfance des Taggart et le premier amour de Dagny Taggart. 
Francisco commence à travailler très jeune afin d'obtenir de l'expérience et d'apprendre tout ce qu'il peut des affaires des mines. Il étudie à la Patrick Henry University en même temps que John Galt et Ragnar Danneskjöld, en tant qu'élève de Robert Stadler et Hugh Akston, et commence alors à travailler dans une fonderie de cuivre, tout en investissant à la Bourse de New York. Il commence à travailler pour d'Anconia Copper comme assistant surintendant d'une mine dans le Montana, puis est rapidement promu à la tête du bureau de New York.
Il prend le commandement de d'Anconia Copper à l'âge de 23 ans, après la mort de son père. À l'âge de 26 ans, d'Anconia rejoint secrètement, accompagné de Ragnar Danneskjold, le cercle des grévistes fondé par John Galt, et commence à démanteler d'Anconia Copper pour éviter que les pillards et le gouvernement ne le corrompent. Il adopte alors, comme couverture, l'image d'un playboy insignifiant, qui accumule les désastres financiers pour lui-même et tous les investisseurs attirés par son charisme.
Il est l'ami d'enfance d'Eddie Willers et Dagny Taggart, avec qui il passait ses vacances d'été, et devient plus tard l'amant de Dagny. Son plus gros sacrifice est de renoncer à Dagny, car il la sait réticente à abandonner Taggart Transcontinental. Il reste profondément amoureux d'elle jusqu'à la fin du livre, tout en restant en bons termes avec les deux autres amants de Dagny, Hank Rearden et finalement John Galt.

### DrHendricks
Neurochirurgien, ce personnage participe au mouvement de résistance orchestré par John Galt et renonce à la pratique médicale au nom de la liberté professionnelle. Dans un passage édifiant du chapitre Atlantis (IIIe section de l'ouvrage), le Dr Hendricks expose les contraintes intolérables qui réduisent les médecins à l'esclavage dans un État-providence omnipotent obsédé par la solidarité. Il souligne les dangers encourus par celui qui confie sa santé ou sa vie à un médecin soumis ou étranglé.

## Discours de John Galt
Ce discours de 62 pages (version française) à la fin du roman est considéré comme l'élément clef du livre. Pendant plus de deux heures, John Galt, protagoniste, inventeur et meneur de la grève, explique de A à Z la philosophie objectiviste développée par Ayn Rand, du concept métaphysique (existence, conscience, conscience de l'existence, raison, perception de la réalité…) aux concepts éthiques (altruisme, individualisme) et politiques en passant par la critique des religions et des idéologies considérées comme sacrificielles (socialisme, répartition des richesses).
Ce discours radiodiffusé prend la forme d'un monologue alors que John Galt pirate une fréquence émettant dans toutes les radios du pays, pourtant réservée à un discours du président américain, M. Thomson. Aucun technicien n'est en mesure d'en empêcher la diffusion. Le discours se termine par le serment prêté par John Galt et tous ceux ayant rejoint le ravin de Galt (lieu de la grève) : "Je jure, sur ma vie et sur l'amour que j'ai pour elle, de ne jamais vivre pour les autres ni demander aux autres de vivre pour moi."

## Influence
On retrouve des références à Atlas Shrugged dans de nombreuses œuvres, de South Park à Beverly Hills 90210, en passant par le jeu vidéo BioShock.
Dans la série Mad Men (Saison 1, épisode 8), le livre est cité par le patron de Don Draper en sa présence comme étant un chef-d’œuvre. « WhoIsJohnGalt » est un code dans le jeu vidéo Warcraft III qui accélère la recherche technologique.
Le roman apparaît également dans la première saison de la série Les Frères Scott (One Tree Hill), lors du deuxième épisode. La scène se déroule dans la bibliothèque de l'école où le personnage de Jake Jagielski se présente à Lucas Scott (personnage principal) à la suite de l'intégration de ce dernier au sein des Ravens. Lors de cette scène, Jake prête le roman à Lucas en lui disant: "Fear changes everything. Just remember, don't let him take it." Plus tard dans le même épisode, Jake réapparaît et précise à Lucas: "Don't let him take it, your talent." Même si la référence au roman Atlas Shrugged n'est que de passage, le fait qu'on ait choisi de l'intégrer à la série dès ses débuts (saison 1, épisode 2), lorsque tout bascule dans la vie des personnages vers une toute nouvelle existence, est très significatif[réf. nécessaire]. En lisant le roman, on constate qu'il y a de très nombreux liens à faire avec l'histoire de la série.

## Adaptation cinématographique
Une adaptation cinématographique en trois parties a été produite aux États-Unis. Sortie entre 2011, 2012 et 2014, elle est partiellement responsable du renouveau d'intérêt pour la trilogie romanesque.
Un projet d'adaptation en une minisérie de 6 volets avait échoué dans les années 1990.
La sortie américaine a rapporté au cinéma du premier volet (hors vidéo et télévision) 4,5 millions de dollars, pour 20 millions dépensés.
Pour comparaison, le second volet a coûté 10 unités et a rapporté 3,3 unités, et le troisième 1 unité pour 5 investies.

## Extraits
- « Quels que soient les points sur lesquels ils s’opposaient par ailleurs, tous vos moralistes se sont retrouvés sous l’étendard de la lutte contre l’intelligence et la raison humaines. Ce sont elles que leurs systèmes cherchaient à détruire. Désormais vous avez le choix de mourir ou d’apprendre que ce qui va contre la raison va contre la vie. » in La Révolte d'Atlas, chapitre VII, p. 1571.
- « La source des droits de l’homme n’est pas la loi de Dieu ni la loi du congrès, mais la loi de l’identité. Toute chose est ce qu’elle est, et l’homme est un homme. Les droits sont les conditions d’existence nécessitées par la nature de l’homme afin que celui-ci vive décemment. Dès lors que l’homme doit vivre sur terre, il a le droit de se servir de sa conscience rationnelle, il a le droit d’agir librement d’après son propre jugement. Il a le droit de travailler conformément à ses propres valeurs et de disposer du produit de son travail. Si ce qu’il veut c’est vivre sur terre, il a le droit de vivre comme un être rationnel : la nature même lui interdit l’irrationalité. » in La Révolte d'Atlas,, IIIe partie, ch. 7
- « Vous vous demandez ce qui ne va pas dans le monde ? C’est que vous assistez aujourd’hui à l’explosion de la croyance dans le non causé et l’immérité. Tous vos gangs de mystiques de l’esprit et de mystiques du muscle se disputent farouchement le pouvoir de vous gouverner, en grognant que l’amour est la solution à tous vos problèmes spirituels et que le fouet est la solution à tous vos problèmes matériels, vous qui avez renoncé à penser. » in La Révolte d'Atlas,, chapitre VII, p. 1615.

## Version française
La Révolte d'Atlas est la première traduction en français du roman, par Henri Daussy pour les Éditions Jeheber, parue en 1958. Du fait d'une traduction imparfaite, elle ne recueillit pas l'accord de l'autrice[réf. nécessaire]. Trois tomes étaient prévus, deux seulement parurent :
- T.1 : Les Requins (Non Contradiction), 1958, 435p.
- T.2 : Les Exploités (Either-or), 1959, in-16 (20 cm), 479p.
- T.3 : La Revanche ne fut pas édité (probable faillite de l'éditeur).

Une autre traduction de La Révolte d'Atlas, réalisée par Monique di Pieirro, a été éditée sous forme numérique en 2009. Cependant, cette traduction pirate, réalisée sans l'accord des ayants droit, dut être retirée rapidement (fermeture du site web concerné). Dans une lettre du 11 septembre 2009 adressée à Leonard Peikoff (héritier et ayant droit d'Ayn Rand), et publiée dans la traduction pirate, Monique di Pieirro affirmait renoncer à ses droits sur sa traduction (qui de toute façon continuera désormais à circuler sans qu'on puisse l'empêcher) et souhaiter les transférer à Leonard Peikoff en dédommagement.
L'ouvrage a enfin bénéficié d'une version française officielle, sortie aux éditions des Belles Lettres/Fondation Andrew Lessman, en septembre 2011 dans une traduction de Sophie Bastide-Foltz et sous le titre de La Grève. À la suite du succès de cette parution, les éditions des Belles Lettres ont sorti en mars 2017 une version poche de La Grève.